# Villar-Loubière
Villar-Loubière é uma comuna francesa na região administrativa da Provença-Alpes-Costa Azul, no departamento de Altos-Alpes. Estende-se por uma área de 22,63 km². Em 2010 a comuna tinha 45 habitantes (densidade: 2 hab./km²).